# Ikarus 261
Az Ikarus 261 egy magyar gyártmányú busztípus. 1978-ban fejlesztette ki az Ikarus mátyásföldi gyáregysége. 1982-ben és 83-ban gyártották. Gépészetileg megegyezik az Ikarus 260 busszal, karosszériája a 260-as típus tükörképe. A motor elhelyezése miatt egyik 261-es sem készült háromajtós kivitelben.
A típussal elsősorban a bal oldali közlekedésű fejlődő országokat célozták meg, Mozambik, Angola és Tanzánia vásároltak belőle. Összesen 55 db készült belőle, ebből 50 darab KD kivitelben, mozambiki összeszereléssel. Mozambikba az ötven ott összeszerelten kívül további 1, Angolába 3, Tanzániába 1 ilyen busz került.